# Iglesia de San Pedro (Stainforth)
La Iglesia de San Pedro (en inglés: St Peter's Church, Stainforth) es una iglesia neogótica inglesa del siglo XIX que se encuentra en el pueblo de Stainforth, en North Yorkshire. Es una iglesia parroquial anglicana activa en el decanato de Bowland, archidiaconato de Craven y diócesis de Leeds. Su beneficio se une con los de San Oswald, de Horton-in-Ribblesdale y San Juan Evangelista, de Langcliffe. La iglesia está registrada en la Lista del Patrimonio Nacional de Inglaterra como un edificio designado de Grado II. 

## Historia
Antes de que se construyera esta iglesia, Stainforth era parte de la parroquia de St. Alkelda, Giggleswick. La iglesia fue construida por instigación de tres hermanas de una familia de la nobleza local, las Dawson. Fue construida entre 1839 y 1842 con un diseño del arquitecto de Lancaster Edmund Sharpe. La iglesia fue consagrada por el reverendo Charles Longley, obispo de Ripon el 29 de septiembre de 1842. Fue «completamente mejorada» en 1873.

## Arquitectura
San Pedro está construida en piedra cuadrada de escombros con apósitos de sillería y cubiertas de pizarra. Su planta consiste en una nave de cuatro tramos, un porche en el sureste, un presbiterio de un sola tramo inferior con una sacristía en el noreste, y una torre en el oeste. El estilo arquitectónico es "impecablemente" gótico perpendicular. La torre se encuentra en tres etapas que están separadas por cursos de cuerda, y tiene contrafuertes en las esquinas. El curso de cuerdas superior está adornado con tres cabezas talladas. En el lado oeste de la torre hay una puerta, encima de la cual hay una ventana de una sola luz con una cabeza de cinquefoil. A cada lado del escenario superior hay una campana de dos luces que se abre con rejillas de pizarra y cabezas de cinquefoil. La torre está coronada por un parapeto asediado con gárgolas. Hay caras de reloj en los lados oeste y este. A lo largo del muro de la nave, las bahías están separadas por contrafuertes, cada uno de los cuales contiene una ventana de tres vanos. El presbiterio tiene una ventana este de cuatro huecos y un parapeto en batalla. La sacristía tiene una chimenea disfrazada de torreta. El vitral de la ventana este y algunas de las otras ventanas son de William Wailes. Sobre la ventana este está el escudo heráldico de la familia Dawson. El órgano de dos manuales fue hecho por Nicholson. Hay un anillo de tres campanas, todas fundidas en 1842 por Thomas Mears II en Whitechapel Bell Foundry, pero ya no se pueden tocar.